# Федоренко Євген Васильович
Євге́н Васи́льович Федоре́нко (*28 січня 1929 — 1 серпня 2017) — український учений-славіст, громадський діяч діаспори в США, журналіст, редактор, організатор української освіти. Доктор філософії з 1971 р. Почесний академік АН ВШ України з 1997 р.
Член Об'єднання українських письменників «Слово», Національної спілки письменників України.
Дійсний член УВАН, Наукового Товариства ім. Шевченка, Почесний голова Управи Української Шкільної Ради США.
Освіту здобув у Левенському католицькому університеті (Бельгія, 1949—1955), Фордгамському університеті (Нью-Йорк), Нью-Йоркському університеті (1962—1969).

## Біографія
Народився на Харківщині, с. Одринка (в той час Валківського р-ну). Під час війни був вивезений з родиною на примусову працю до Німеччини. Там навчався в Левенському католицькому університеті (1949—1955), де отримав диплом магістра з політичних і дипломатичних наук. З 1955 р. — у США, де закінчив Фордхемський університет (Нью-Йорк). Навчався в Нью-Йоркському університеті (1962—1969).
З 1963 р. розпочав працювати викладачем мови й літератури. На філософському факультеті Українського Вільного університету спеціалізувався в галузі славістики і в 1971 р. здобув ступінь доктора філософії. Працював викладачем слов'янських мов і літератур (російської та української) в Нью-Йоркському університеті, в Ратгерському університеті (Ньюарк, США), в Українському Вільному університеті (Мюнхен, Німеччина).
Кореспондент українського відділу радіо «Голос Америки» (1969—1976), співробітник радіо «Свобода» (1962—1965), член редколегії журналу «Молода Україна» (1956—1962), редактор видання «Мова про мову». Головний редактор журналу «Рідна школа» (від 1978 р.).
Голова Управи Шкільної Ради при УККА (1983—2016), член об'єднання письменників «Слово», Об'єднання українських журналістів, Української вільної академії наук (УВАН), Наукового товариства ім. Шевченка (НТШ), Конгресового комітету допомоги Україні та багатьох американських професійних організацій.

## Творчий доробок
Автор, упорядник і редактор праць «Стилеві шукання Михайла Коцюбинського», «Іван Франко — митець і мислитель», «Українське слово. Хрестоматія української літератури та літературної критики XX ст.» (в 4-х томах, 1994—1995), «Іван Франко — митець і мислитель» (1981), «Стилеві шукання Михайла Коцюбинського» (1975), «Рух опору і самооборони в Україні» (1977).
Надрукував понад 100 статей, есеїв і оглядів.
Окремі видання:
- Федоренко Є. Рух опору і самооборони в Україні. — Торонто: Молода Україна, 1977. — 119 с.
- Федоренко Є. Стилеві шукання Михайла Коцюбинського. — Торонто: Молода Україна, 1975. — 57 с.
- Хрестоматія української літератури двадцятого століття / Упоряд. Є. Федоренко та ін. — Нью-Йорк: Вид-во Шкільної Ради УККА,1997. — 400 с.